# Vorwerk (Dolna Saksonia)
Vorwerk – miejscowość i gmina w Niemczech, w kraju związkowym Dolna Saksonia, w powiecie Rotenburg (Wümme), wchodzi w skład gminy zbiorowej Tarmstedt.

## Dzielnice gminy
- Buchholz
- Dipshorn